# كأس سان مارينو 2011–12
كأس سان مارينو 2011–12 (بالإيطالية: Coppa Titano 2011-2012)‏ هو الموسم 52 من كأس سان مارينو. أقيم خلال الفترة 10 سبتمبر 2011 وحتى 2 مايو 2012، وأشرف على تنظيمه اتحاد سان مارينو لكرة القدم، وكان عدد الأندية المشاركة فيه 15، وفاز فيه نادي لا فيوريتا.